# قصر السر (قرية)

## الموقع الجغرافي
تقع قرية قصر السر في الجهة الغربية للطريق الواصل بين مدينة ديمونا ومدينة بئر السبع، المسمى رقم 25 شمالا من مفرق ديمونا، لقد أقيمت وطورت قرية قصر السر على ضفاف وادي عرعره، تقع القرية على خط عرض/طول: 554098/188211 الموجود داخل وادي عرعره الذي يحمل شكلا مميزا.
إذا وقفت في موقع القرية ونظرت إليها لوجدت نفسك كأنك في داخل موقع مسرحي طبيعي، بحيث يحد القرية من الغرب سلسلة جبال التي تكون سهما طبيعيا واضحا الذي يفصل بين الجهة الشرقية لسلسلة الجبال وبين الجهة الغربية.

## نبذة تاريخية
لقد كانت قرية قصر السر بمثابة نقطة حراسه للطريق المحاذية وذلك في فترة الحكم العثماني في تلك الفترة أهملت المنطقة برمتها سوى إقامة الجسور التي تسهل الوصول لكل مكان في حالة اندلاع حرب، وهكذا استمر الوضع عما هو عليه حتى فترة الحكم البريطاني، ويقال أن بعض الرجال قد التحقوا في العسكرية البريطانية.
هناك موقع اثري قديم وعليه سميت القرية بهذا الاسم، وكذلك هنالك بعض الكهف والبئر التي حفرت في فترات سابقه والتي كانت تستخدم لخزن المحاصيل، بالإضافة لبعض الآبار التي حفرت لجمع مياه الأمطار.

## الخدمات والتعليم
يحظى سكان قرية الهواشله بخدمات قرويه قليله جدا منها:
- صندوق مرضى عام ويعمل به طبيب واحد فقط.
- عيادة للام والطفل.
- مسجد مؤقت غير قانوني.
- مدرسه ثانويه ومدرستان ابتدائيتان وروضات للاطفال.

أما بالنسبة للمياه فيحظى سكان القرية بمضخة واحده فقط ولديهم مياه طوال الوقت.
هي قريه معترف فيها حديثا، مصدر الكهرباء يأتي من مصادر طبيعيه مثل الطاقات الشمسية التي تستمد الطاقة من الشمس .

## السكان
يسكن حاليا في قرية قصر السر ما يقارب 450-500 عائله من قبيلة الهواشله والذي يبلغ عددهم قرابة 3600 نسمة.

## العمل
العمل غير متوفر في القرية لذا يضطر السكان للبحث عن عمل في المدن اليهودية ومنهم من يعمل في الأعمال الحرة ومنهم من يعتمد على عمله الخاص من دكاكين ومقاهي .

## البناء
بيوت القرية من الطوب والحديد الزنك وقد عاش السكان في الماضي في الخيام وبيوت من طين.